# Климів Лог
Климів Лог (біл. вёска Клімаў Лог) — село в складі Червенського району Мінської області, Білорусь. Село підпорядковане Лядівській сільській раді, розташоване в центральній частині області.